# Рене Френска
Рене Френска (на френски: Renée de France; * 25 октомври 1510, дворец Блоа; † 12 юни 1574, Монтаржи) е принцеса от Франция от Орлеанския клон на династията Валоа, херцогиня на Шартър и чрез женитба херцогиня на Ферара, Модена и Реджо от 1534 до 1559 г.

## Живот
Тя е втората дъщеря на френския крал Луи XII и втората му съпруга Анна Бретонска. По-малка сестра е на Клод Френска (1499 – 1524), която е омъжена от 1514 г. за Франсоа I (1494 – 1547) крал на Франция. Като дете си играе с Ан Болейн, по-късната кралица на Англия.
Рене Френска се омъжва на 28 юни 1528 г. за Ерколе II д’Есте (1508 – 1559), който става през 1534 г. херцог на Ферара, Модена и Реджо, най-възрастният син на херцог Алфонсо I д’Есте и на Лукреция Борджия.
През Религиозните войни тя спасява живота на много калвинисти. Учените Клеман Маро и Жан Калвин намират убежище в двора на Ферара. Рене е осъдена заради ерес и през 1554 г. е поставена под домашен арест.
През 1559 г. тя остава вдовица. Рене се скарва с нейния син Алфонсо и през 1560 г. се връща във Франция, където най-голямата и дъщеря Анна е омъжена за Франсоа дьо Гиз, водачът на католическата партия през първата Хугенотска война. Тя се установява в Монтаржи, където по време на управлението на нейната закрилница Катерина де Медичи, помага спокойно на протестантите и може да си кореспондира с Калвин.
Тя спасява живота на много хора и през Вартоломеевата нощ към 24 август 1572 г., когато е в Париж.
Рене се чества в протестантския календар на 11 юли.
- Рене Френска, худ.Жан Клуе
- Рене Френска

## Деца
Ренé и Ерколе II имат пет деца:
- Анна д’Есте (1531 – 1607) ∞ 1) 1548 Франсоа дьо Лорен, duc de Guise (1519 – 1563), ∞ 2) 1566 Жак Савойски, херцог на Немюр (1531 – 1585)
- Алфонсо II д’Есте (1533 – 1597), херцог 1559, ∞ 1) 1558 Лукреция де Медичи (1545 – 1562), дъщеря на велик херцог Козимо I от Тоскана, ∞ 2) 1565 Барбара Австрийска (1539 – 1572), дъщеря на император Фердинанд I, ∞ 3) 1579 Маргарита Гонзага (1564 – 1618), дъщеря на херцог Гулелмо Гонзага от Мантуа
- Лукреция д’Есте (1535 – 1598) ∞ 1570 Франческо Мария II дела Ровере (1549 – 1631), херцог на Урбино
- Елеонора д’Есте (1537 – 1581)
- Луиджи д’Есте (1538 – 1586), кардинал 1561.